# انگزبان
انگزبان، روستایی از توابع بخش مرکزی شهرستان کرمانشاه در استان کرمانشاه ایران است. این روستا درخت‌های بلوط فراوانی دارد و آب و هوای آن کوهستانی و دارای آب گرم است. شغل مردم این روستا کشاورزی و دامداریست.

## جمعیت
این روستا در دهستان قره‌سو قرار دارد و بر اساس سرشماری مرکز آمار ایران در سال ۱۳۸۵، جمعیت آن ۱۹ نفر (۵خانوار) بوده‌است.